# Lijst van voetbalinterlands Engeland - Frankrijk
Deze lijst van voetbalinterlands is een overzicht van alle officiële voetbalwedstrijden tussen de nationale teams van Engeland en Frankrijk. De landen speelden tot op heden 32 keer tegen elkaar, te beginnen met een vriendschappelijke wedstrijd in Parijs op 10 mei 1923. Het laatste duel, een kwartfinale van het Wereldkampioenschap voetbal 2022, vond plaats op 10 december 2022 in Al Khawr (Qatar).

## Wedstrijden
| №  | Plaats      | Datum            | Competitie           | Wedstrijd            | Uitslag |
| -- | ----------- | ---------------- | -------------------- | -------------------- | ------- |
| 1  | Parijs      | 10 mei 1923      | Vriendschappelijk    | Frankrijk – Engeland | 1 – 4   |
| 2  | Parijs      | 17 mei 1924      | Vriendschappelijk    | Frankrijk – Engeland | 1 – 3   |
| 3  | Colombes    | 21 mei 1925      | Vriendschappelijk    | Frankrijk – Engeland | 2 – 3   |
| 4  | Colombes    | 26 mei 1927      | Vriendschappelijk    | Frankrijk – Engeland | 0 – 6   |
| 5  | Colombes    | 17 mei 1928      | Vriendschappelijk    | Frankrijk – Engeland | 1 – 5   |
| 6  | Colombes    | 9 mei 1929       | Vriendschappelijk    | Frankrijk – Engeland | 1 – 4   |
| 7  | Colombes    | 14 mei 1931      | Vriendschappelijk    | Frankrijk – Engeland | 5 – 2   |
| 8  | Londen      | 6 december 1933  | Vriendschappelijk    | Engeland – Frankrijk | 4 – 1   |
| 9  | Colombes    | 26 mei 1938      | Vriendschappelijk    | Frankrijk – Engeland | 2 – 4   |
| 10 | Londen      | 3 mei 1947       | Vriendschappelijk    | Engeland – Frankrijk | 3 – 0   |
| 11 | Colombes    | 22 mei 1949      | Vriendschappelijk    | Frankrijk – Engeland | 1 – 3   |
| 12 | Londen      | 3 oktober 1951   | Vriendschappelijk    | Engeland – Frankrijk | 2 – 2   |
| 13 | Colombes    | 15 mei 1955      | Vriendschappelijk    | Frankrijk – Engeland | 1 – 0   |
| 14 | Londen      | 27 november 1957 | Vriendschappelijk    | Engeland – Frankrijk | 4 – 0   |
| 15 | Sheffield   | 3 oktober 1962   | EK 1964 kwalificatie | Engeland – Frankrijk | 1 – 1   |
| 16 | Colombes    | 27 februari 1963 | EK 1964 kwalificatie | Frankrijk – Engeland | 5 – 2   |
| 17 | Londen      | 20 juli 1966     | WK 1966              | Engeland – Frankrijk | 2 – 0   |
| 18 | Londen      | 12 maart 1969    | Vriendschappelijk    | Engeland – Frankrijk | 5 – 0   |
| 19 | Bilbao      | 16 juni 1982     | WK 1982              | Engeland – Frankrijk | 3 – 1   |
| 20 | Parijs      | 29 februari 1984 | Vriendschappelijk    | Frankrijk – Engeland | 2 – 0   |
| 21 | Londen      | 19 februari 1992 | Vriendschappelijk    | Engeland – Frankrijk | 2 – 0   |
| 22 | Malmö       | 14 juni 1992     | EK 1992              | Engeland – Frankrijk | 0 – 0   |
| 23 | Montpellier | 7 juni 1997      | Vriendschappelijk    | Frankrijk – Engeland | 0 – 1   |
| 24 | Londen      | 10 februari 1999 | Vriendschappelijk    | Engeland – Frankrijk | 0 – 2   |
| 25 | Saint-Denis | 2 september 2000 | Vriendschappelijk    | Frankrijk – Engeland | 1 – 1   |
| 26 | Lissabon    | 13 juni 2004     | EK 2004              | Frankrijk – Engeland | 2 – 1   |
| 27 | Saint-Denis | 26 maart 2008    | Vriendschappelijk    | Frankrijk – Engeland | 1 – 0   |
| 28 | Londen      | 17 november 2010 | Vriendschappelijk    | Engeland – Frankrijk | 1 – 2   |
| 29 | Donetsk     | 11 juni 2012     | EK 2012              | Frankrijk – Engeland | 1 – 1   |
| 30 | Londen      | 17 november 2015 | Vriendschappelijk    | Engeland − Frankrijk | 2 − 0   |
| 31 | Saint-Denis | 13 juni 2017     | Vriendschappelijk    | Frankrijk − Engeland | 3 − 2   |
| 32 | Al Khawr    | 10 december 2022 | WK 2022              | Engeland – Frankrijk | 1 − 2   |

## Samenvatting
| Competitie        | Totaal gespeeld | Winst Engeland | Gelijk | Winst Frankrijk | Doelsaldo Engeland – Frankrijk |
| ----------------- | --------------- | -------------- | ------ | --------------- | ------------------------------ |
| WK-eindronde      | 3               | 2              | 0      | 1               | 6 − 3                          |
| EK-eindronde      | 3               | 0              | 2      | 1               | 2 − 3                          |
| EK-kwalificatie   | 2               | 0              | 1      | 1               | 3 − 6                          |
| Vriendschappelijk | 24              | 15             | 2      | 7               | 61 − 29                        |
| Totaal            | 32              | 17             | 5      | 10              | 72 − 41                        |

Wedstrijden bepaald door strafschoppen worden, in lijn met de FIFA, als een gelijkspel gerekend.

## Details

### Negentiende ontmoeting
| WK 1982 (Bilbao, Spanje, 16 juni 1982): |              | |
| Engeland | 3 – 1        | Frankrijk |
| Bryan Robson 1' Bryan Robson 67' Paul Mariner 83'                                                                                                   | goals        | 26' Gérard Soler |
| Ron Greenwood | bondscoach   | Michel Hidalgo |
| Peter Shilton Terry Butcher Mick Mills Kenny Sansom 90' Phil Thompson Steve Coppell Bryan Robson Ray Wilkins Trevor Francis Paul Mariner Graham Rix | opstellingen | Jean-Luc Ettori Patrick Battiston Maxime Bossis Marius Trésor Christian Lopez 73' Jean-François Larios René Girard Michel Platini Alain Giresse Gérard Soler 71' Dominique Rocheteau |
| Phil Neal 90' | wissels      | 71' Didier Six 73' Jean Tigana |
| Terry Butcher 34' | gele kaarten | |

### Twintigste ontmoeting
| Vriendschappelijk (Londen, Verenigd Koninkrijk, 29 februari 1984):                                                                                            |              | |
| Frankrijk | 2 – 0        | Engeland |
| Michel Platini 58' Michel Platini 71' | goals        | |
| Michel Hidalgo | bondscoach   | Bobby Robson |
| Joël Bats Patrick Battiston 72' Yvon Le Roux Maxime Bossis Manuel Amoros Alain Giresse Jean Tigana Luis Fernandez Michel Platini José Touré Bruno Bellone 83' | opstellingen | Peter Shilton Mike Duxbury Kenny Sansom 78' Sammy Lee Graham Roberts Terry Butcher Bryan Robson 78' Brian Stein Paul Walsh Glenn Hoddle Steve Williams |
| Thierry Tusseau 72' Dominique Rocheteau 83' | wissels      | 78' John Barnes 78' Tony Woodcock |
| - Debuut van Brian Stein (Luton Town) voor Engeland. |              | |

### 21ste ontmoeting
| Vriendschappelijk (Londen, Verenigd Koninkrijk, 19 februari 1992):                                                                       |              | |
| Engeland | 2 – 0        | Frankrijk |
| Alan Shearer 43' Gary Lineker 73' | goals        | |
| Graham Taylor | bondscoach   | Michel Platini |
| Chris Woods Rob Jones Stuart Pearce Martin Keown Des Walker Mark Wright Neil Webb Geoff Thomas Nigel Clough Alan Shearer David Hirst 46' | opstellingen | Gilles Rousset Jocelyn Angloma Basile Boli Laurent Blanc Bernard Casoni Manuel Amoros Didier Deschamps 71' Luis Fernández 71' Christian Perez Éric Cantona Jean-Pierre Papin |
| Gary Lineker 46' | wissels      | 71' Jean-Philippe Durand 71' Amara Simba |
| - Debuut van Rob Jones, Alan Shearer en Martin Keown voor Engeland.                                                                      |              | |

### 22ste ontmoeting
| EK 1992 (Malmö, Zweden, 14 juni 1992): |              | |
| Engeland | 0 – 0        | Frankrijk |
| | goals        | |
| Graham Taylor | bondscoach   | Michel Platini |
| Chris Woods Stuart Pearce Martin Keown Des Walker Carlton Palmer Andy Sinton David Platt David Batty Trevor Steven Alan Shearer Gary Lineker | opstellingen | Bruno Martini Manuel Amoros Basile Boli Laurent Blanc Bernard Casoni Jean-Philippe Durand 46' Franck Sauzée 75' Luis Fernández Didier Deschamps Éric Cantona Jean-Pierre Papin |
| | wissels      | 46' Jocelyn Angloma 75' Christian Perez |
| David Batty 69' | gele kaarten | 31' Luis Fernández |

### 28ste ontmoeting
| Vriendschappelijk (Londen, Verenigd Koninkrijk, 17 november 2010): |       |                                        |
| Engeland | 1 – 2 | Frankrijk                              |
| Peter Crouch 86' | goals | 16' Karim Benzema 55' Mathieu Valbuena |
| - Debuut van Jordan Henderson (Sunderland), Andrew Carroll (Newcastle United) en Jay Bothroyd (Cardiff City) voor Engeland. - Debuut van Mamadou Sakho (Paris Saint-Germain) voor Frankrijk. |       |                                        |

### 29ste ontmoeting
| EK 2012 (Donetsk, Oekraïne, 11 juni 2012): |              | |
| Frankrijk | 1 – 1        | Engeland |
| Samir Nasri 39' | goals        | 30' Joleon Lescott |
| Laurent Blanc | bondscoach   | Roy Hodgson |
| Hugo Lloris Patrice Evra Philippe Mexès Adil Rami Mathieu Debuchy Alou Diarra Florent Malouda 84' Yohan Cabaye 84' Franck Ribéry Karim Benzema Samir Nasri | opstellingen | Joe Hart Ashley Cole Joleon Lescott John Terry Glen Johnson 77' Scott Parker Steven Gerrard 77' Alex Oxlade-Chamberlain Ashley Young James Milner 90' Danny Welbeck |
| Marvin Martin 84' Hatem Ben Arfa 84' | wissels      | 77' Jermain Defoe 77' Jordan Henderson 90' Theo Walcott |
| | gele kaarten | 34' Alex Oxlade-Chamberlain 71' Ashley Young |

### 31ste ontmoeting
| Vriendschappelijk (Saint-Denis, Frankrijk, 13 juni 2017): |              | |
| Frankrijk | 3 – 2        | Engeland |
| Samuel Umtiti 22' Djibril Sidibé 43' Ousmane Dembélé 78' | goals        | 9' Harry Kane 48' (pen.) Harry Kane |
| Didier Deschamps | bondscoach   | Gareth Southgate |
| Hugo Lloris Djibril Sidibé 90' Raphaël Varane Samuel Umtiti Benjamin Mendy 21' Paul Pogba Thomas Lemar N'Golo Kanté Ousmane Dembélé Olivier Giroud 52' Kylian Mbappé | opstellingen | 46' Tom Heaton Gary Cahill Eric Dier 46' Ryan Bertrand Raheem Sterling 76' Kieran Trippier John Stones Alex Oxlade-Chamberlain 82' Phil Jones Dele Alli Harry Kane |
| Lucas Digne 21' Laurent Koscielny 52' Christophe Jallet 90' | wissels      | 46' Jack Butland 46' Kyle Walker 76' Adam Lallana 82' Aaron Cresswell                                                                                              |
| | gele kaarten | 26' John Stones 73' Dele Alli |
| Raphaël Varane 47' | rode kaarten | |
| - Debuut van Kieran Trippier (Tottenham Hotspur) voor Engeland. |              | |

FA · A-internationals · Selecties · Bondscoaches · Engels vrouwenelftal · Brits olympisch elftal · Engeland -21 · Engeland -20 · Engeland -19 · Engeland -18 · Engeland -17 · Engeland -16 · Vrouwen -17
1872 – 1899 ·
1900 – 1919 ·
1920 – 1929 ·
1930 – 1939 ·
1940 – 1949 ·
1950 – 1959 ·
1960 – 1969 ·
1970 – 1979 ·
1980 – 1989 ·
1990 – 1999 ·
2000 – 2009 ·
2010 – 2019 ·
2020 − 2029
EK's: 1968 ·
1980 ·
1988 ·
1992 ·
1996 ·
2000 ·
2004 ·
2012 · 
2016 · 
2020 · 
2024
WK's: 1950 ·
1954 ·
1958 ·
1962 ·
1966 ·
1970 ·
1982 ·
1986 ·
1990 ·
1998 ·
2002 ·
2006 ·
2010 ·
2014 ·
2018 · 
2022
Albanië ·
Algerije ·
Andorra ·
Argentinië ·
Australië ·
Azerbeidzjan ·
België ·
Bosnië en Herzegovina ·
Brazilië ·
Bulgarije ·
Canada ·
Chili ·
China ·
Colombia ·
Costa Rica ·
Cyprus ·
Denemarken ·
DDR · 
Duitsland ·
Ecuador ·
Egypte ·
Estland ·
Finland ·
Frankrijk ·
Georgië ·
Ghana ·
GOS ·
Griekenland ·
Honduras ·
Hongarije ·
Ierland ·
IJsland · 
Iran ·
Israël ·
Italië ·
Ivoorkust ·
Jamaica ·
Japan ·
Joegoslavië ·
Kameroen ·
Kazachstan ·
Koeweit ·
Kosovo ·
Kroatië ·
Liechtenstein ·
Litouwen ·
Luxemburg ·
Maleisië ·
Malta ·
Marokko ·
Mexico ·
Moldavië ·
Montenegro ·
Nederland ·
Nieuw-Zeeland ·
Nigeria ·
Noord-Ierland ·
Noord-Macedonië ·
Noorwegen ·
Oekraïne ·
Oostenrijk ·
Panama · 
Paraguay ·
Peru · 
Polen ·
Portugal ·
Roemenië ·
Rusland ·
San Marino · 
Saoedi-Arabië ·
Schotland ·
Senegal ·
Servië ·
Servië en Montenegro · 
Slovenië ·
Slowakije ·
Sovjet-Unie ·
Spanje ·
Trinidad en Tobago ·
Tsjechië ·
Tsjecho-Slowakije ·
Tunesië ·
Turkije ·
Uruguay ·
Verenigde Staten ·
Wales ·
Wit-Rusland ·
Zuid-Afrika ·
Zuid-Korea ·
Zweden ·
Zwitserland
Algerije (2010) · 
Argentinië (1986) · 
Argentinië (1998) · 
Argentinië (2002) · 
België (1990) · 
België (2018, 1) · 
België (2018, 2) · 
Brazilië (2002) · 
Colombia (1998) ·
Colombia (2018) ·
Costa Rica (2014) ·
Denemarken (2002) ·
Denemarken (2021) · 
Duitsland (2000) ·
Duitsland (2010) ·
Duitsland (2021) ·
Ecuador (2006) ·
Egypte (1990) ·
Frankrijk (1982) ·
Frankrijk (2012) ·
Frankrijk (2022) ·
Ierland (1990) · 
IJsland (2016) ·
Italië (1990) · 
Italië (2012) · 
Italië (2014) · 
Italië (2021) · 
Kameroen (1990) · 
Koeweit (1982) · 
Kroatië (2018) ·
Kroatië (2021) · 
Marokko (1986) · 
Nederland (1990) · 
Nigeria (2002) · 
Oekraïne (2012) · 
Oekraïne (2021) ·
Panama (2018) · 
Paraguay (1986) · 
Paraguay (2006) · 
Polen (1986) · 
Portugal (1986) · 
Portugal (2000) · 
Portugal (2006) · 
Roemenië (1998) ·
Roemenië (2000) ·
Rusland (2016) ·
Schotland (2021) ·
Senegal (2022) ·
Slovenië (2010) ·
Slowakije (2016) ·
Spanje (1982) ·
Spanje (2024) ·
Trinidad en Tobago (2006) ·
Tsjechië (2021) ·
Tsjecho-Slowakije (1982) ·
Tunesië (1998) ·
Tunesië (2018) ·
Uruguay (2014) ·
Verenigde Staten (2010) ·
Wales (2016) · 
West-Duitsland (1966) ·
West-Duitsland (1982) ·
West-Duitsland (1990) ·
Zweden (2002) ·
Zweden (2006) · 
Zweden (2012)
FFF · A-internationals · Selecties · Bondscoaches · Frans vrouwenelftal · Olympisch elftal · Frankrijk U21 · Frankrijk U20 · Frankrijk U19 · Frankrijk U18 · Frankrijk U17 · Frankrijk U16 · Vrouwen U17
1904 – 1919 ·
1920 – 1929 ·
1930 – 1939 ·
1940 – 1949 ·
1950 – 1959 ·
1960 – 1969 ·
1970 – 1979 ·
1980 – 1989 ·
1990 – 1999 ·
2000 – 2009 ·
2010 – 2019 ·
2020 – 2029
EK's: 1984 · 
1992 · 
1996 · 
2000 · 
2004 · 
2008 · 
2012 · 
2016 · 
2020 · 
2024
WK's: 1930 · 
1934 · 
1938 · 
1954 · 
1958 · 
1966 · 
1978 · 
1982 · 
1986 · 
1998 · 
2002 · 
2006 · 
2010 · 
2014 · 
2018 · 
2022
OS: 1900 · 
1908 · 
1920 · 
1924 · 
1948 · 
1952 · 
1960 · 
1968 · 
1976 · 
1984 · 
1996 · 
2020
1904 · 
1905 · 
1906 · 
1907 · 
1908 · 
1909 · 
1910 · 
1911 · 
1912 · 
1913 · 
1914 · 
1915 · 1916 · 1917 · 1918 · 
1919 · 
1920 · 
1921 · 
1922 · 
1923 · 
1924 · 
1925 · 
1926 · 
1927 · 
1928 · 
1929 · 
1930 · 
1931 · 
1932 · 
1933 · 
1934 · 
1935 · 
1936 · 
1937 · 
1938 · 
1939 · 
1940 · 1941  · 
1942 · 
1943 · 1944  · 
1945 · 
1946 · 
1947 · 
1948 · 
1949 · 
1950 · 
1951 · 
1952 · 
1953 · 
1954 · 
1955 · 
1956 · 
1957 · 
1958 · 
1959 ·
1960 · 
1961 · 
1962 · 
1963 · 
1964 · 
1965 · 
1966 · 
1967 · 
1968 · 
1969 ·
1970 · 
1971 · 
1972 · 
1973 · 
1974 · 
1975 · 
1976 · 
1977 · 
1978 · 
1979 ·
1980 · 
1981 · 
1982 · 
1983 · 
1984 · 
1985 · 
1986 · 
1987 · 
1988 · 
1989 · 
1990 · 
1991 · 
1992 · 
1993 · 
1994 · 
1995 · 
1996 · 
1997 · 
1998 · 
1999 · 
2000 · 
2001 · 
2002 · 
2003 · 
2004 · 
2005 · 
2006 · 
2007 · 
2008 · 
2009 · 
2010 · 
2011 · 
2012 · 
2013 · 
2014 · 
2015 · 
2016 · 
2017 · 
2018 ·
2019 ·
2020 ·
2021 ·
2022 ·
2023
Albanië ·
Algerije ·
Andorra ·
Argentinië ·
Armenië ·
Australië ·
Azerbeidzjan ·
België ·
Bolivia ·
Bosnië en Herzegovina ·
Brazilië ·
Bulgarije ·
Canada ·
Chili ·
China ·
Colombia ·
Costa Rica ·
Cyprus ·
Denemarken ·
Duitse Democratische Republiek ·
Duitsland ·
Ecuador ·
Egypte ·
Engeland ·
Estland ·
Faeröer ·
Finland ·
Georgië ·
Gibraltar ·
Griekenland ·
Honduras ·
Hongarije ·
Ierland ·
IJsland ·
Iran ·
Israël ·
Italië ·
Ivoorkust ·
Jamaica ·
Japan ·
Joegoslavië ·
Kameroen ·
Kazachstan ·
Koeweit ·
Kroatië ·
Letland ·
Litouwen ·
Luxemburg ·
Malta ·
Marokko ·
Mexico ·
Moldavië ·
Nederland ·
Nieuw-Zeeland ·
Nigeria ·
Noord-Ierland ·
Noorwegen ·
Oekraïne ·
Oostenrijk ·
Paraguay ·
Peru · 
Polen ·
Portugal ·
Roemenië ·
Rusland ·
Saoedi-Arabië ·
Schotland ·
Senegal ·
Servië ·
Slovenië ·
Slowakije ·
Sovjet-Unie ·
Spanje ·
Togo ·
Tsjechië ·
Tsjecho-Slowakije ·
Tunesië ·
Turkije ·
Uruguay ·
Verenigde Staten ·
Wales ·
Wit-Rusland ·
Zuid-Afrika ·
Zuid-Korea ·
Zweden ·
Zwitserland
Albanië (2016) ·
Argentinië (2018) ·
Argentinië (2022) ·
Australië (2018) · 
België (1904) · 
België (2018) · 
Brazilië (1998) · 
Brazilië (2006) · 
Denemarken (2002) · 
Denemarken (2018) ·
Duitsland (2014) · 
Duitsland (2021) · 
Ecuador (2014) · 
Engeland (1982) · 
Engeland (2012) · 
Engeland (2022) ·
Honduras (2014) · 
Hongarije (2021) · 
Italië (2000) · 
Italië (2006) · 
Italië (2008) · 
Japan (2001) · 
Kameroen (2003) · 
Koeweit (1982) · 
Kroatië (2018) · 
Marokko (2022) ·
Mexico (2010) · 
Nederland (2008) · 
Nigeria (2014) ·
Noord-Ierland (1982) · 
Oekraïne (2012) · 
Oostenrijk (1982) · 
Peru (2018) · 
Polen (1982) · 
Polen (2022) ·
Portugal (2006) · 
Portugal (2016) ·
Portugal (2021) ·
Roemenië (2008) ·
Roemenië (2016) ·
Senegal (2002) · 
Spanje (1984) ·
Spanje (2006) ·
Spanje (2012) ·
Spanje (2021) ·
Togo (2006) ·
Tsjecho-Slowakije (1982) ·
Uruguay (2002) ·
Uruguay (2010) ·
Uruguay (2018) ·
Zuid-Afrika (2010) ·
Zuid-Korea (2006) ·
Zweden (2012) ·
Zwitserland (2006) ·
Zwitserland (2014) ·
Zwitserland (2016) ·
Zwitserland (2021)